# Fidelis Sutter
Fidelis Sutter (eigentlich Franz Kaspar Josef Sutter, * 16. März 1796 in Ferrara; † 30. August 1883 ebenda) war ein italienischer Kapuziner und erster Apostolischer Vikar von Tunis.

## Leben
Sutter, Sohn Schweizer Eltern, wurde in Ferrara geboren. Sein Vater Franz Xaver war unter Papst Pius VI. in den Dienst der Schweizergarde getreten, verliess später Rom und arbeitete in einem Handelsgeschäft in Ferrara, wo er in jungen Jahren verstarb und Frau und Kind in drückender Armut zurückliess.
Sutter besuchte das Seminar der Kapuziner und trat in das Kloster von San Maurelio eintrat. 1818 erfolgte seine Priesterweihe, ab 1843 war er Provinzialoberer der Kapuziner. 1844 wurde er als erster Apostolischer Vikar in das 1841 neu eingerichtete Apostolische Vikariat Tunis entsandt wo er 38 Jahre lang wirkte und dafür 1844 zum Titularbischof von Rosalia geweiht wurde. 1881 trat er von seinem Amt zurück und wurde zum Titularerzbischof von Ancyra ernannt. Nachdem Sutter 67 Jahre Kapuziner und 40 Jahre Bischof war, starb er im Alter von 87 Jahren in seinem Heimatkloster in Ferrara.
Sutter gilt als Begründer der missionarischen Tradition in der Kapuzinerprovinz von Bologna und verdient auch einen Ehrenplatz in der Missionsgeschichte der katholischen Schweiz. Sutters Marmor Büste steht in der Kirche Della Certosa in Ferrara, die Fassade des dortigen Kapuzinerklosters trägt seine Inschrift zu seinen Ehren, und ein Monument in Tunis hält die Erinnerung an Sutter wach.